# Jakub Appenszlak

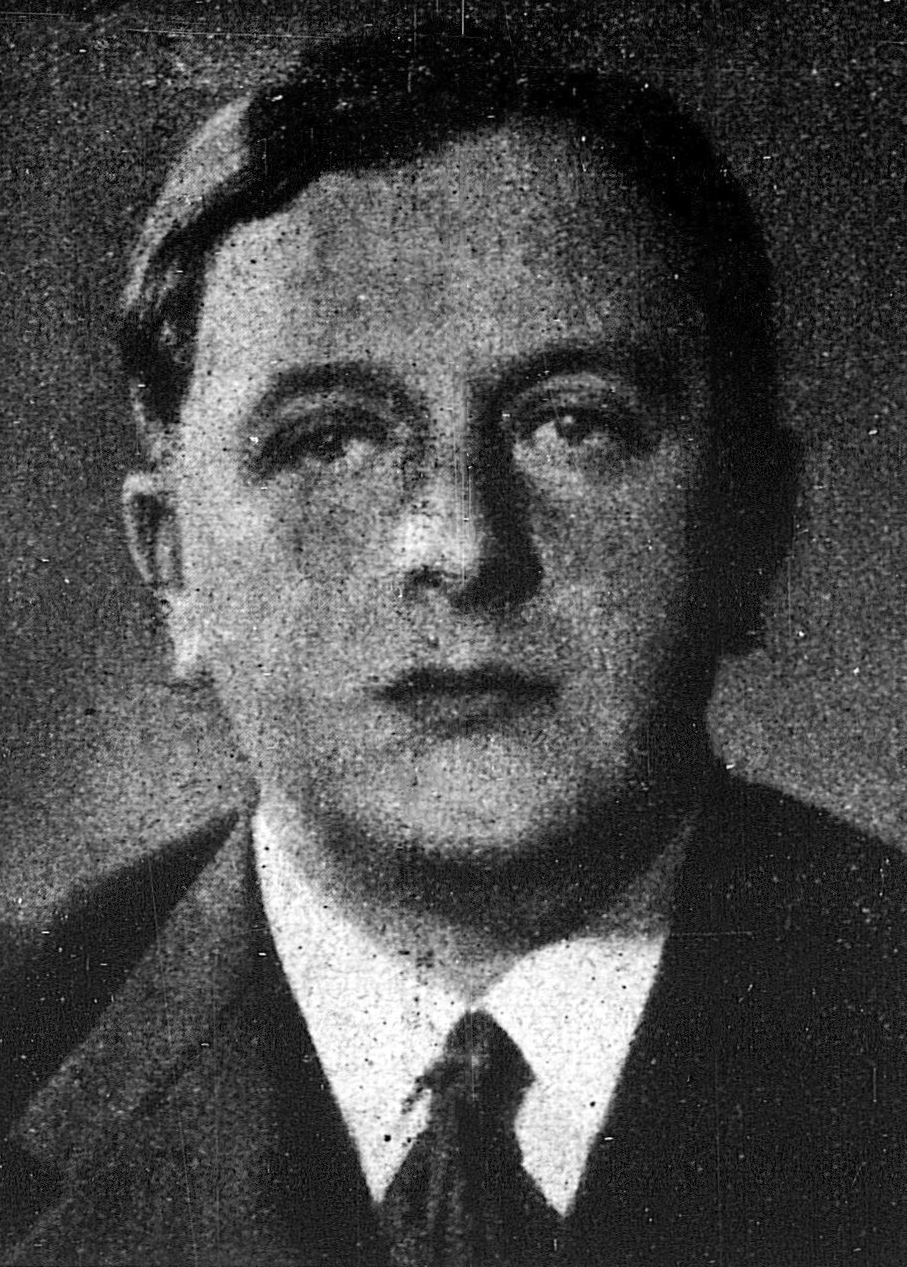
Jakub Appenszlak (1933)

Jakub Appenszlak (Pseudonym: Pierrot) (geboren 21. Juli 1894 in Warschau, Russisches Kaiserreich; gestorben 29. März 1950 in New York City) war ein polnischer Journalist, Literaturkritiker und Übersetzer.

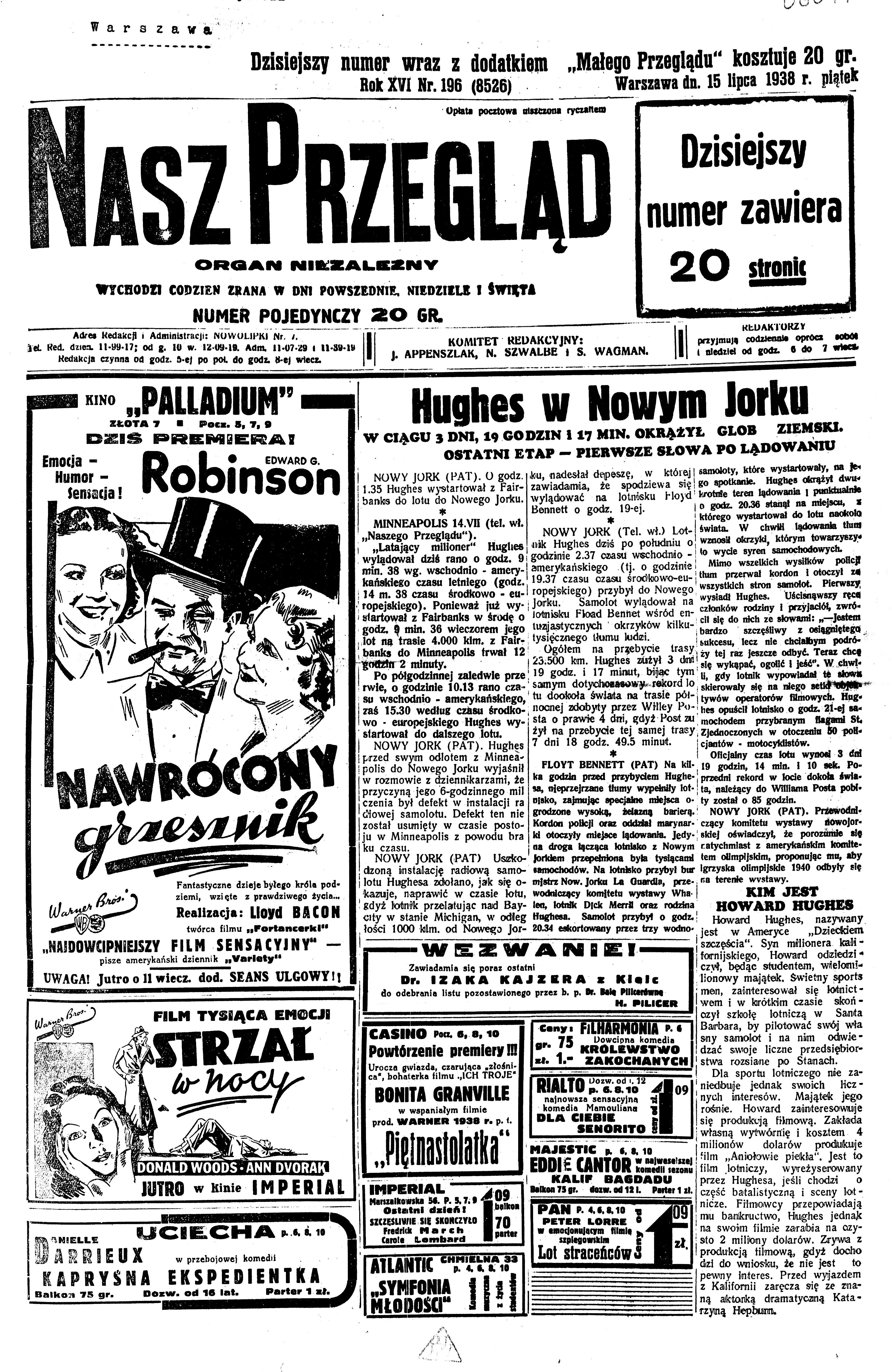
Jakub Appenszlak, Natan Szwalbe und Saul Wagman als Redakteure der Nasz Przegląd, Ausgabe vom 15. Juli 1938

## Leben
Jakub Appenszlak wuchs in einer jüdischen Familie auf. Er hatte die polnischen sprachlichen und kulturellen Normen übernommen und gehörte zu der kleinen Gruppe der Juden in Russisch-Polen, welche die jiddische Sprache nicht (mehr) sprach, ohne aber ihre Jüdischkeit aufzugeben. Appenszlak wurde Journalist und schrieb Theaterkritiken und feuilletonistische Beiträge für die führende polnische Zeitung Kurjer Warszawski und die Wochenzeitung Złoty Róg, sowie auch andere Zeitungen und Zeitschriften. Als die Zeitungsredaktionen im nationalistischen Überschwang der Staatsgründung von ihm verlangten, seinen Namen zu polonisieren, gab er die Mitarbeit in den national-polnischen Zeitungen auf und wurde 1923 Mitherausgeber der Warschauer polnisch-jüdischen Tageszeitung Nasz Przegląd (Unsere Rundschau). Die Zeitung hatte in den besten Zeiten eine Auflage von 25.000 Exemplaren. Die Zeitung galt in der polnischen Öffentlichkeit als Repräsentantin der Positionen der jüdischen Bevölkerung. 
Die Kinderbeilage „Mały Przegląd“ der Zeitung wurde von Janusz Korczak betreut. Appenszlak war auch Herausgeber der literarischen Wochenzeitung Lektura. Seine Frau Paulina Appenszlakowa (gestorben 1976) gab zwischen 1928 und 1933 mit Iza Wagmanowa die Frauenzeitung Ewa heraus.
Appenszlaks Gedicht Mowie polskiej (An die polnische Sprache) war 1915 ein Bekenntnis zur Polonität, aber auch ein Appell an die assimilierten Juden für den Zionismus. In dieselbe Richtung stieß sein 1933 veröffentlichter Bildungsroman. In seinen Feuilletons diskutierte er die aus jüdischer Sicht vorrangigen Fragen des Zionismus, der Assimilation, des völkischen und des staatlich organisierten Antisemitismus, wie die Ghetto-Bänke (getto ławkowe) an den polnischen Hochschulen. Appenszlak vertrat das Konzept einer Jüdischen Polonität, mit der die Ausgrenzung der Juden durch die polnischen Nationalisten überwunden werden sollte, die sich aber auch sowohl gegen die Bundisten des Allgemeinen jüdischen Arbeiterbundes als auch gegen die ultraorthodoxe Agudat Jisra’el richtete, welche beide in der jiddischsprachigen Kultur verwurzelt waren und diese bewahren wollten. Dabei ging Appenszlak Kompromisse mit dem polnischen Militarismus und dem autoritären und undemokratischen Regime von Józef Piłsudski ein. Appenszlak beteiligte sich an der unkritischen und ritualisierten Verehrung des 1935 gestorbenen Marschalls der Zweiten Polnischen Republik.
Appenszlaks Versuche der Akkulturation der Juden in die polnische Gesellschaft wurden von Teilen der polnischen Gesellschaft nicht akzeptiert, von anderen, auch den jüdischen Sprechern, wurden sie distanziert aufgenommen und als illusionär kritisiert: A Jew writing in Polish is not really a Jew for the Jews. Just as he is not really a Polish writer for the Poles (Henryk Grynberg).
Appenszlak schrieb Gedichte, einen Roman und übersetzte Der Judenstaat von Theodor Herzl und Werke aus dem Jiddischen von Sholem Aleichem und Sholem Asch ins Polnische. 1934 schrieb er das Drehbuch für Henryk Bojms Film Świt, dzień i noc Palestyny. Auf seine Initiative gründete sich 1921 die Jüdische Gesellschaft zur Verbreitung der Schönen Künste, die bis 1937 87 Ausstellungen organisierte.
Appenszlak war im August 1939 Delegierter auf dem 25. Zionistenkongress in Genf und konnte nach dem Kriegsausbruch nicht mehr nach Warschau zurückkehren. Er floh in die USA, wo er mit Aryeh Tartakower die polnischsprachige Zeitung Nasza Trybuna gründete, die eine Auflage von 2.000 Exemplaren erreichte. In der amerikanischen Emigration schrieb er über Gegenwartsprobleme wie den Aufstand im Warschauer Ghetto und den Holocaust und gab mehrere Anthologien polnisch-jüdischer Literatur heraus. 1941 beteiligte er sich zudem an unter dem Dach des World Jewish Congress geführten Diskussionen über das Schicksal der polnischen und tschechoslowakischen Juden nach dem Krieg. Er trat dort als Experte für das Verhältnis von polnischen Juden und polnischer Exilregierung auf und befürwortete eine gemeinsame Erklärung der polnischen und der tschechoslowakischen Juden, da er ihre Zukunft als eng verknüpft betrachtete.
Seiner Frau Paulina gelang es, bei der deutschen Besetzung Polens 1939 mit dem gemeinsamen Sohn Henryk nach Czernowitz zu fliehen, von wo beide nach Palästina emigrieren konnten. Die Familie kam in den wenigen Jahren nach dem Krieg nicht mehr zusammen. Henryk starb bereits 1949 bei einem Unfall in Israel. Nach dem Tod Jakubs (im Februar oder März 1950) in New York heiratete Paulina in Israel den ehemaligen Redakteur der Nasz Przegląd Zygmunt Fogiel.

## Schriften
- Mowie polskiej : poemat. Warszawa : Gazeta Handlowa, 1915 Appenszlak, Jakub (1894-1950): Mowie polskiej : poemat Appenszlak, Jakub. Europeana, abgerufen am 25. Juni 2014 (polnisch).
- Piętra: Dom na Bielańskiej. Roman, 1934 [Etagen. Ein Haus in der Bielańska-Straße]
- (Mhrsg.): The Black Book of Polish Jewry, an account of the martyrdom of Polish Jewry under the Nazi occupation. New York: American Federation for Polish Jews, 1943
- mit Mojżesz Polakiewicz: Armed Resistance of the Jews in Poland. New York, American Federation for Polish Jews, 1944
- mit Józef Wittlin: Poezje ghetta z podziemia żydowskiego w Polsce. Illustrationen Zygmunt Menkes. New York : Association of Friends of our Tribune, 1945
- (Hrsg.): Z otchłani. Anthologie.  (From the Abyss), 1945
- mit Henryka Karmel, Ilona Karmel: Śpiew za drutami. poezje. New York, Association of Friends of Our Tribune, 1947